# Waisika
Waisika is een bestuurslaag in het regentschap Alor van de provincie Oost-Nusa Tenggara, Indonesië. Waisika telt 2367 inwoners (volkstelling 2010).